# Haniya Yutaka

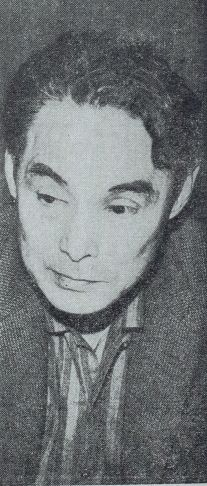
Haniya Yutaka

Haniya Yutaka (japanisch 埴谷 雄高, eigentlich Hannya Yutaka (般若 豊); * 1. Januar 1910 auf Taiwan; † 19. Februar 1997) war ein japanischer Schriftsteller.
Der als Nachkomme einer Samurai-Familie geborene Haniya war von Kindheit an kränklich. Er neigte zunächst dem Anarchismus zu, trat dann aber 1927 der Kommunistischen Partei Japans bei, deren Beauftragter für Landwirtschaft er wurde. Nach einer Haftstrafe 1932–33 zog er sich von der Politik zurück und widmete sich ganz der Literatur.
Nach dem Zweiten Weltkrieg gründete er die Literaturzeitschrift Kindai Bungaku, in der er u. a. Werke von Abe Kōbō und seinen ersten Roman Shirei (Totengeister) veröffentlichte. In den 1950er- und 1960er-Jahren hatte er als Vertreter des Existentialismus großen Einfluss auf die jungen Intellektuellen in Japan. 1960 erschien Genshi no naka no seiji (Politik der Illusionen). 1971 erhielt er für die Erzählungssammlung Yami no naka no kuroi uma (Schwarze Pferde in der Dunkelheit) den Tanizaki-Jun’ichirō-Preis. Für den Roman Shirei erhielt er 1976 den Nihon Bungaku Taishō (Großer Preis für Japanische Literatur). Eine neunzehnbändige Gesamtausgabe seiner Werke erschien ab 1998.